# めまい (映画)

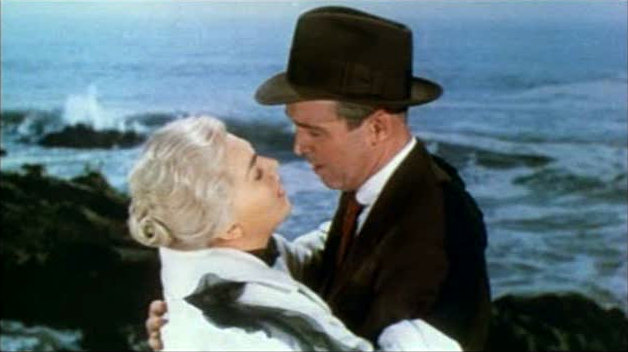
ジェームズ・ステュアート（右）とキム・ノヴァク

『めまい』（Vertigo）は、1958年のアメリカ合衆国のサスペンス映画。監督はアルフレッド・ヒッチコック、出演はジェームズ・ステュアートとキム・ノヴァクなど。パラマウント映画製作。テクニカラー、ビスタビジョン作品。後に、他の多数のヒッチコック作品と共にユニヴァーサルに売却された。日本公開は同年。
原作はフランスのミステリー作家、ボワロー＝ナルスジャック（ピエール・ボワロー、トマ・ナルスジャック）の『死者の中から』。タイトルデザインはソール・バスによる。舞台はサンフランシスコを中心に繰り広げられる。

## ストーリー
「スコティ」ことジョン・ファーガソン刑事は、容疑者を追う途中に同僚をビルから転落させ死なせてしまったショックで、高所恐怖症によるめまいに襲われるようになり、警察を辞めてしまう。そこへ学生時代の友人エルスターが現れて、何かに憑かれたかのように不審な行動をする妻マデリンを監視して欲しいと言う。スコティはマデリンを尾行するうちに、彼女の曾祖母であり過去に非業の死を遂げた人物、カルロッタの存在を知る。カルロッタは髪型から首飾りまでマデリンそっくりであり、スコティはエルスターから「マデリンはカルロッタの亡霊に取り憑かれている」とする見解を聞かされる。
尾行を続けていると、彼女は公園から突然海に飛び込み、投身自殺を図る。彼女を救い出したスコティは初めて彼女と知り合うことになり、やがて2人は恋へと落ちていく。スコティは彼女を救おうと思い、マデリンが夢で見たと言うスペイン風の村へ向かう。到着後、マデリンはカルロッタの自殺した教会へと走っていく。スコティは追いかけるが、高所恐怖症によるめまいのために追いつくことが出来ず、マデリンは鐘楼の頂上から身を投げてしまう。マデリンの転落は事故と処理され、エルスターは彼を慰めながら、自分はヨーロッパへ行くと告げる。
自責の念から精神衰弱へと陥り、マデリンの影を追いかけ続けるスコティはある日、街角でマデリンに瓜二つの女性を発見する。追いかけると、彼女はかつてマデリンの通っていたカルロッタの旧居のアパートに住む、ジュディという女だという。スコティはジュディとデートの約束を取り付ける。
スコティは、せっかく出会えたジュディをも失うのではないかという第2のトラウマを抱えて、精神衰弱から次第に正気を失っていく。一方、ジュデイは次第に彼を愛してしまっていた。ジュディはスコティの狂気じみた要望に応え、洋服、髪型、何もかもをマデリンと同じにし、死んだはずの「マデリン」へと次第に変貌していく（ヒッチコックはこれを「屍姦」と称している）。
ジュディとスコティは歪な愛を育もうとするが、ある時2人でデートに行く際、その愛は破綻を迎える。ジュディが首にかけたネックレスは、マデリンがカルロッタのものとして身に着けていたネックレスそのものだった。スコティに「マデリン」として会っていたのは、他ならぬ彼女自身だったのだ。高所恐怖症のスコティを利用した、妻殺しというエルスターの完全犯罪にジュデイは加担していたのである。真相がはっきりと見えてしまったスコティはジュディを、既に殺されていたマデリンが投げ落とされた教会へと連れて行き、彼女を問い詰める。高所恐怖症をも克服し、鐘楼の頂上でジュディに迫るスコティ。しかし、そのとき暗がりから突然現れた影におびえたジュディは、バランスを崩して転落する。絹を裂くような悲鳴。突然現れた影は、実はものものしい雰囲気を不審に感じて鐘楼に上がってきていた修道女だった。十字を切り、転落した女の冥福を祈って鐘を鳴らす修道女。スコティは、呆然としてその鐘の音を聞いているばかりだった。

### ヒッチコック登場シーン
ヒッチコックは、造船所の前を通り過ぎる通行人としてカメオ出演した。

## キャスト
| 役名                                    | 俳優                     | 日本語吹替                                                   | 日本語吹替                                                       | 日本語吹替 |
| 役名                                    | 俳優                     | テレビ朝日版                                                 | ソフト版                                                         |            |
| --------------------------------------- | ------------------------ | ------------------------------------------------------------ | ---------------------------------------------------------------- | ---------- |
| ジョン・“スコティ”・ファーガソン        | ジェームズ・ステュアート | 小川真司                                                     | 安原義人                                                         |            |
| マデリン・エルスター/ジュディ・バートン | キム・ノヴァク           | 田島令子                                                     | 藤本喜久子                                                       |            |
| マージョリー・“ミッジ”・ウッド          | バーバラ・ベル・ゲデス   | 藤田淑子                                                     | 坪井木の実                                                       |            |
| ギャヴィン・エルスター                  | トム・ヘルモア           | 小林清志                                                     | 村松康雄                                                         |            |
| 検死官                                  | ヘンリー・ジョーンズ     | 阪脩                                                         | 土師孝也                                                         |            |
| 不明 その他                             | N/A                      | 京田尚子 大久保正信 池田勝 斉藤昌 横尾まり 北村弘一 柳沢紀男 | 佐々木敏 巴菁子 佐々木梅治 稲垣隆史 島美弥子 西前忠久 村竹あおい |            |
| 日本語版スタッフ                        |                          |                                                              |                                                                  |            |
| 演出                                    | 演出                     | 小林守夫                                                     | 中野洋志                                                         |            |
| 翻訳                                    | 翻訳                     | 宇津木道子                                                   | 石原千麻                                                         |            |
| 効果                                    | 効果                     | 遠藤堯雄 桜井俊哉                                            |                                                                  |            |
| 調整                                    | 調整                     | 丹波晴道                                                     |                                                                  |            |
| 制作                                    | 制作                     | 東北新社                                                     | ACクリエイト                                                     |            |
| 解説                                    | 解説                     | 淀川長治                                                     | N/A                                                              |            |
| 初回放送                                | 初回放送                 | 1986年11月2日 『日曜洋画劇場』 21:02-23:24                   | N/A                                                              |            |

## 評価
発表当時はヒッチコックの他の作品と同様、その女性蔑視のイデオロギーが批判されていた。徐々に評価を高め、近年ではヒッチコック作品の中でもトップクラスの傑作との評価を得ている。2012年には英国映画協会が発表した『世界の批評家が選ぶ偉大な映画50選』の第1位に選ばれた。しかしヒッチコックはこの作品を「失敗作」と語っている。当初ヒロイン役にと構想していたヴェラ・マイルズが妊娠のため降板し、キム・ノヴァクを起用したが、監督はノヴァクのキャラクターや態度（演出面に関する口出し）に非常に不満を感じていたことが、ネガティブな評価につながっている。
ヒッチコックはヒロインの女性像を、ノヴァクのような魅惑的なものではなく、清楚で健全な女性に求めていたようである。泳げない彼女をサンフランシスコ湾に飛び込ませたり、彼女が大嫌いであったグレー色を主要な衣装に使用したりとその仕打ちは苛烈なものだった。
レストランでマデリンとスコティが初めて出会うシーンや、曲がりくねったサンフランシスコの道のりを写すカメラワークは評価が高い。
床が落ちるような「めまいショット」（一般にはドリーズームと呼ばれる）は有名で、この作品以後、数え切れないほどの映画やCM、テレビドラマで引用されるようになった。ズームレンズを用い、ズームアウトしながらカメラを被写体へ近づけることで、被写体のサイズが変わらずに背景だけが望遠から広角に変化してゆく。鐘楼のシーンでは、ミニチュアを作成して横倒しに置き、レールに置いたズームレンズ付きカメラを移動させて撮影している。スティーヴン・スピルバーグ監督は『E.T.』の街を見下ろす崖のシーンで完璧なシンクロを実現させている。
被写体にレンズを向けたままカメラが被写体の周りを回る、陶酔感あふれる撮影法も印象的である。この撮影法は、後にブライアン・デ・パルマ監督が『キャリー』『フューリー』『愛のメモリー』『ボディ・ダブル』で使用している。
タイトル映像の刻々と変化する光のパターンを製作したのは「CGの父」と呼ばれる実験映像作家のジョン・ホイットニー・シニアである。『2001年宇宙の旅』の10年も前の作品であるが、映画で見られる螺旋状の映像を連続して露光させるため、撮影手順をアナログ・コンピュータでプログラムした初期のモーション・コントロール・カメラが使われている。
この映画のフィルムは保存状態の悪さのため、非常に傷み色あせていた。これを危惧したジェームズ・C・カッツ、ロバート・A・ハリスらの手によってネガは2年かけて修復され、1996年に公開された。

### 映画批評家によるレビュー
Rotten Tomatoesによれば、批評家の一致した見解は「予測不能な恐ろしいスリラーであるとともに、愛と喪失、そして人の癒しについての悲痛な黙想でもある。」であり、83件の評論のうち高評価は94%にあたる78件で、平均点は10点満点中8.9点となっている。
Metacriticによれば、32件の評論のうち、高評価は31件、賛否混在は1件、低評価はなく、平均点は100点満点となっている。

## ギャラリー

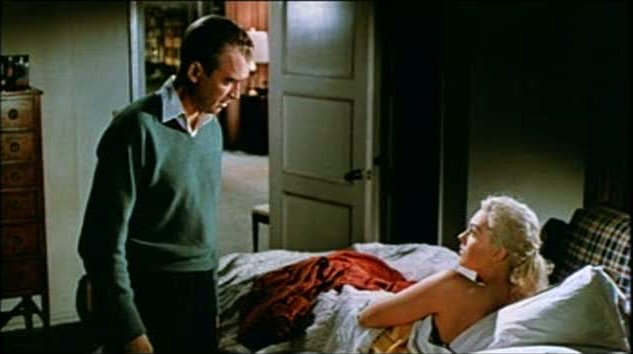
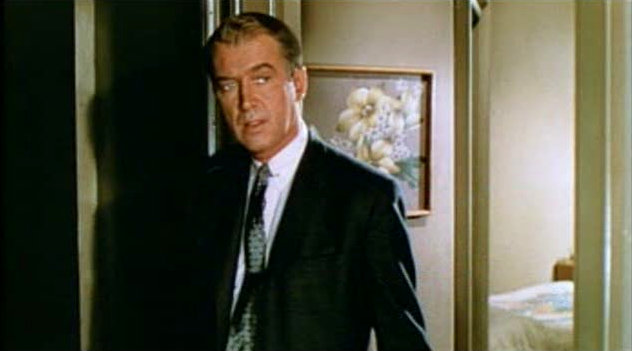
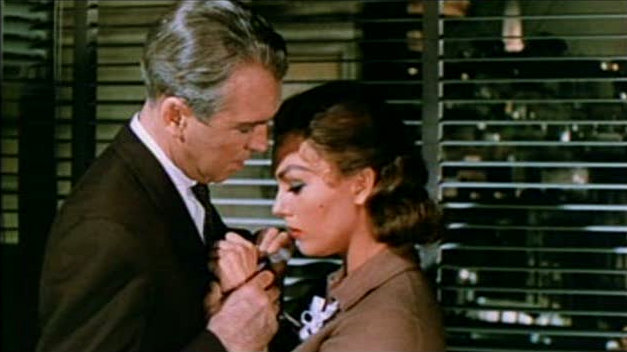
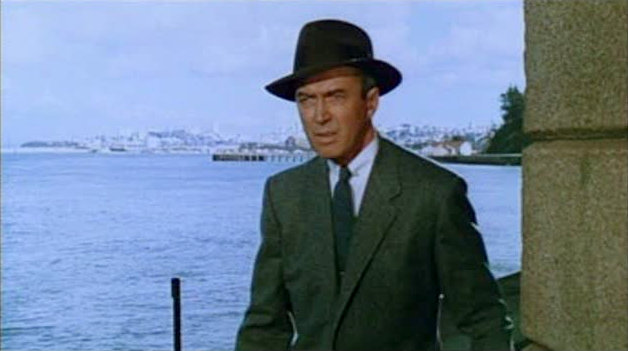
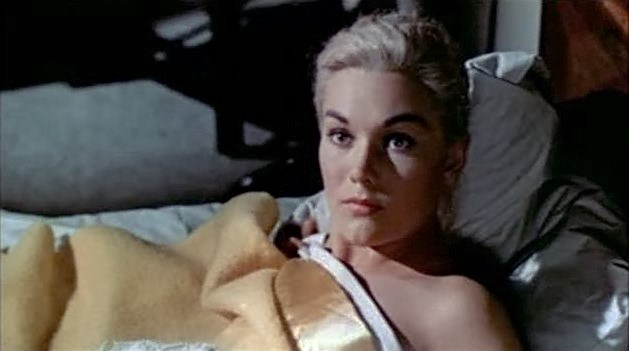
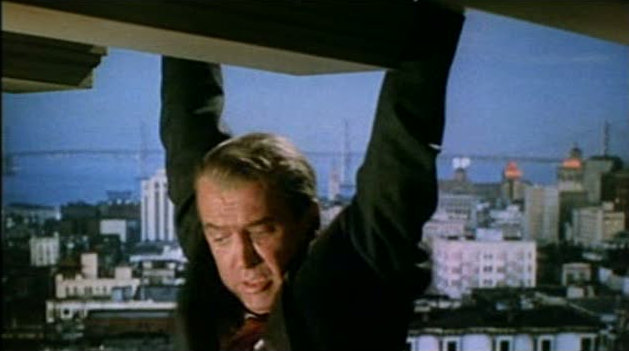

### 受賞歴
第31回アカデミー賞ノミネート
- 美術賞 - ハル・ペライラ（英語版）、ヘンリー・バムステッド（英語版）、サム・コマー（英語版）、フランク・マッケルヴィ（英語版）
- 録音賞 - ジョージ・ダットン（英語版）